# Condor légió

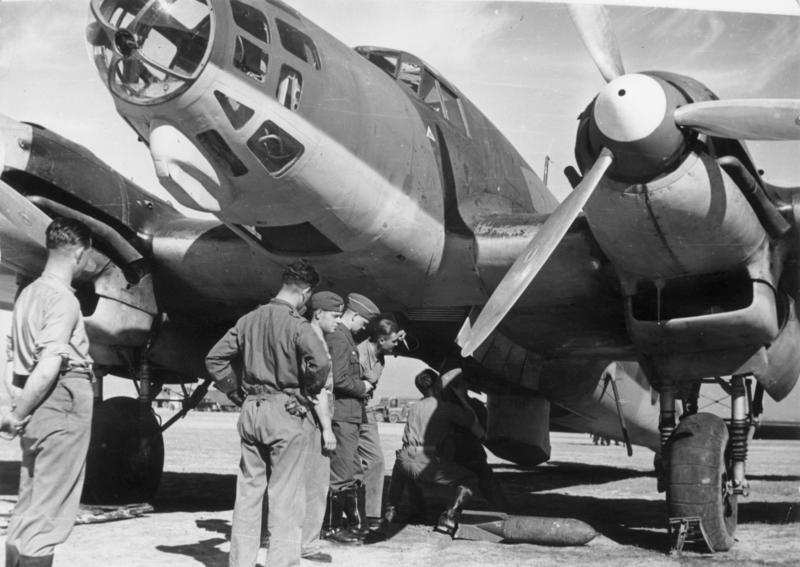
A Condor légió egyik repülőgépe

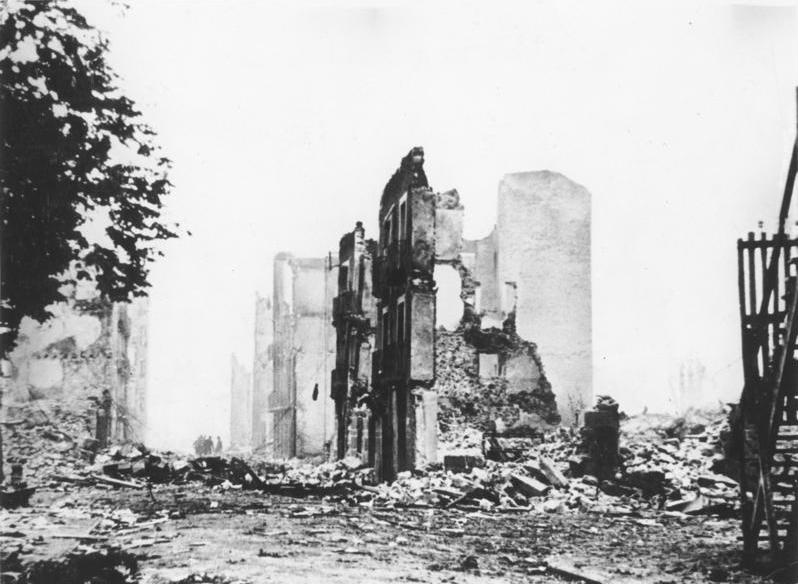
Bombatámadás után

A Condor légió nevű alakulatot a spanyol polgárháborúban való részvétel céljából hozták létre a német légierő (Luftwaffe) és a német hadsereg önkénteseiből 1936 júliusában. Hugo Sperrle irányította a légiegységeket, Wilhelm Ritter von Thoma pedig a szárazföldi fegyveres osztagokat.
Francisco Franco 1936. július 22-én kérést intézett Hitlerhez, öt nappal a spanyolországi felkelés után. Hitler azonnal Hermann Göringhez fordult, majd a gazdasági miniszterhez, Werner von Blomberghez, hogy tervet dolgozzanak ki a nacionalisták támogatására.

## Szankciók a spanyol kereskedelem korlátozására
A német gazdasági minisztérium betiltotta a kereskedelmi ügyleteket Spanyolország felé 1936. novemberétől. Az összes gazdasági folyamat a ROWAK és a HISMA csatornákon keresztül folyt. Adót vetettek ki Spanyolország és Németország közötti kereskedelemre.

## Olasz reakció
Olaszország vezére Benito Mussolini beleegyezett, hogy olasz fegyveres segítséget nyújtsanak a nacionalistáknak. Hitler örömmel fogadta a konfliktust. Egyre világosabbá vált, hogy Olaszország konfrontációba kerül – Németországgal vállvetve - a nyugati hatalmakkal. Erről Ulrich von Hassel Rómában nagyon szemléletesen ír 1936 decemberében.

## A Condor légió összetétele
A Condor légió a következő német erőkből tevődött össze: három bombázó repülőszázad, mely Ju 52-es gépekből állt, három bombázó repülőszázad He 51 harci repülők, két repülőszázad a He 45 és He 70-es gépekből és egy repülőszázad He 59 és He 60 repülőkből. A 100 repülőgép harci ereje és az 5136 fős katonai egységet Hugo Sperrle irányította.
1937. április 26-án a Guernica elleni légitámadást általában a hadtörténet első terrorbombázásának tekintik. Mentegetői szerint ugyanakkor a Condor-légió nem a várost, hanem a település szélén álló hidat és a megközelítést biztosító utakat bombázta. Emellett célponttá váltak a településre behúzódó köztársaságiak is. Az akcióval a köztársaságiak visszavonulását akarták megakadályozni, de az első hullámban keletkező nagy füst miatt a város több épülete is találatot kapott. A Guernica elleni légitámadás eredményén maga Wolfram von Richthofen is meglepődött. Ez volt ugyan ez első eset, hogy egy európai várost a levegőből romboltak le, de nem „terrorbombázás” miatt és nem szándékosan, hanem szabályos katonai akció keretében meghatározott katonai taktikai célból.
A később a második világháború első felében is kitűnő Werner Mölders parancsnok 14 győzelmet aratott a spanyol köztársaságiak felett, a Condor légió JG 53, JG 51-es szárnyában repült. Adolf Galland szintén a Condor légióban a köztársaságiak felett aratott győzelmével szerzett kitüntetést, hírnevet és rangot magának. 136 darab Messerschmitt Bf 109-es harci repülőt küldtek a köztársaságiak legyőzésére.